# 雷姆半島 (選區)
雷姆半島（英語：Rame Peninsula) 是英國康沃爾郡的一個選區，該區在 2013 年至 2021 年期間選出一名康沃爾郡議會的議員。該選區於2021 年的地方選舉中廢除，並併入雷姆與聖日耳曼選區。

## 議員
| 年份    | 當選人   | 當選人                       | 所屬政黨 |
| ------- | -------- | ---------------------------- | -------- |
| 2013 年 |          | 喬治·楚柏迪 (George Trubody) | 無黨籍   |
| 2017年  |          | 喬治·楚柏迪 (George Trubody) | 無黨籍   |
| 2021    | 席次廢除 | 席次廢除                     | 席次廢除 |

## 選區範圍
該選區所涵蓋的地方有Portwrinkle、Crafthole、Wilcave、Antony、St John、Millbrook、Cremyll、Forder、Kingsand和Cawsand以及Sheviock、Maryfield、Freathy和Rame的小村莊。總面積3692公頃。